# نمونه‌گیری مخزنی
نمونه‌گیری مخزنی (به انگلیسی: Reservoir sampling) خانواده‌ای از الگوریتم‌های تصادفی برای انتخاب یک نمونه تصادفی ساده، بدون جایگزینی، از k آیتم از جمعیتی با اندازه ناشناخته n در یک عبور از روی آیتم‌ها است. اندازه جمعیت n برای الگوریتم مشخص نیست و معمولاً برای همه n مورد بزرگ است که در حافظه اصلی جای نگیرد. جمعیت در طول زمان برای الگوریتم آشکار می‌شود و الگوریتم نمی‌تواند به موارد پیشین نگاه کند. در هر نقطه، وضعیت کنونی الگوریتم باید اجازه استخراج یک نمونه تصادفی ساده را بدون جایگزینی اندازه k در بخشی از جمعیتی که تاکنون دیده شده است، بدهد.